# Lucio Furio Camillo (console 349 a.C.)
Lucio Furio Camillo (in latino Lucius Furius Camillus; fl. IV secolo a.C.) è stato un politico e militare romano ed uno statista di famiglia patrizia.

## Biografia
Figlio del più famoso Marco Furio Camillo, fu nominato dittatore per i Comizi (comitiorum habendorum causa) nel 350 a.C.
Venne nominato console nel 349 a.C. con il collega Appio Claudio Crasso Inregillense, che però morì all'inizio del mandato. Appio non fu rimpiazzato, per cui Lucio si trovò solo nella suprema magistratura.
Dopo aver approntato un esercito cittadino composto da ben dieci legioni, Camillo mosse contro i Galli che stazionavano nelle campagne del litorale romano, sbaragliandoli in campo aperto. È a questa campagna che si riferisce il leggendario episodio del tribuno militare Marco Valerio Corvo, che sconfisse un guerriero gallo in duello.
Ricoprì la dittatura nel 345 a.C. per combattere contro gli Aurunci, improvvisamente ribellatisi al dominio romano. Nel corso della campagna votò il tempio a Giunone Moneta, eretto sul Campidoglio e dedicato l'anno seguente.